# Campionati mondiali di slittino su pista naturale 2025 - Doppio
La gara di doppio dei campionati mondiali di slittino su pista naturale 2025 si è disputata il 18 gennaio 2025 presso l'impianto di Kühtai sulla lunghezza di due manche. Hanno preso parte alla gara 8 coppie di atleti di 5 nazionalità diverse. Tutte le squadre sono state in grado di terminare la gara.
La coppia detentrice del titolo formata da Patrick e Matthias Lambacher si è sciolta al termine della precedente stagione. Il nuovo due azzurro, composto da Matthias e Peter Lambacher ha avuto la meglio sui favoriti della vigilia e dominatori della Coppa del Mondo fino a quel momento, ossia gli austriaci Maximilian Pichler e Nico Edlinger. Hanno completato il podio Tobias Paur e Andreas Hofer, al loro primo metallo iridato.
L'Italia si è confermata dominatrice di questa specialità a livello mondiale conquistando il 16º titolo in 24 edizioni.
Matthias Lambacher si è riconfermato campione del mondo. Come lui solo pochi altri campioni dello slittinismo mondiale sono riusciti in questa impresa.

## Podio
| Pos.    | Atleti                             | Nazione | Tempo   |
| ------- | ---------------------------------- | ------- | ------- |
| Oro     | Matthias Lambacher Peter Lambacher | Italia  | 2'01"34 |
| Argento | Maximilian Pichler Nico Edlinger   | Austria | 2'01"60 |
| Bronzo  | Tobias Paur Andreas Hofer          | Italia  | 2'02"82 |

## Programma
| Data            | Ora (UTC+1) | Turno     |
| --------------- | ----------- | --------- |
| 18 gennaio 2025 | 12:00       | 1ª manche |
| 18 gennaio 2025 | 14:00       | 2ª manche |

## Situazione pre-gara

### Campioni in carica
I campioni in carica a livello mondiale ed europeo erano:
| Campioni | Atleta                                      | Tempo   | Data                                  | Competizione  |
| -------- | ------------------------------------------- | ------- | ------------------------------------- | ------------- |
| Mondiali | Patrick Lambacher Matthias Lambacher Italia | 1'57"92 | 11 febbraio 2023 Nova Ponente, Italia | Mondiali 2023 |
| Europei  | Maximilian Pichler Nico Edlinger Austria    | 58"00   | 4 febbraio 2024 Valgiovo, Italia      | Europei 2024  |

### La stagione
Prima di questa gara, le competizioni di Coppa del Mondo avevano visto i seguenti risultati:
| Data             | Località | Primi                                    | Secondi                                   | Terzi                                     |
| ---------------- | -------- | ---------------------------------------- | ----------------------------------------- | ----------------------------------------- |
| 21 dicembre 2024 | Obdach   | Maximilian Pichler Nico Edlinger Austria | Tobias Paur Andreas Hofer Italia          | Matthias Lambacher Peter Lambacher Italia |
| 22 dicembre 2024 | Obdach   | Maximilian Pichler Nico Edlinger Austria | Tobias Paur Andreas Hofer Italia          | Matthias Lambacher Peter Lambacher Italia |
| 5 gennaio 2025   | Lasa     | Maximilian Pichler Nico Edlinger Austria | Matthias Lambacher Peter Lambacher Italia | Tobias Paur Andreas Hofer Italia          |

## Risultati
| Pos. | Atleti                                   | Nazione    | 1ª manche | 2ª manche | Totale  | Distacco |
| ---- | ---------------------------------------- | ---------- | --------- | --------- | ------- | -------- |
|      | Matthias Lambacher Peter Lambacher       | Italia     | 1'00"63   | 1'00"71   | 2'01"34 |          |
|      | Maximilian Pichler Nico Edlinger         | Austria    | 1'00"64   | 1'00"96   | 2'01"60 | +0"26    |
|      | Tobias Paur Andreas Hofer                | Italia     | 1'01"46   | 1'01"36   | 2'02"82 | +1"48    |
| 4    | Gabriel Halcin Samuel Halcin             | Slovacchia | 1'02"22   | 1'03"00   | 2'05"22 | +3"88    |
| 5    | Peter Neupauer Dominik Neupauer          | Slovacchia | 1'04"15   | 1'03"96   | 2'08"11 | +6"77    |
| 6    | Viorel Andrei Deac Cornel Alexandru Coca | Romania    | 1'05"89   | 1'03"53   | 2'09"42 | +8"08    |
| 7    | Wojciech Kwiecinski Patryk Hudy          | Polonia    | 1'06"50   | 1'05"37   | 2'11"87 | +10"53   |
| 8    | Konrad Plonka Nikolas Dawidowski         | Polonia    | 1'07"11   | 1'06"26   | 2'13"37 | +12"03   |